# Карона (Бергамо)
Карона (итал. Carona) је насеље у Италији у округу Бергамо, региону Ломбардија.
Према процени из 2011. у насељу је живело 348 становника. Насеље се налази на надморској висини од 1130 м.

## Становништво
| 1936. | 1951. | 1961. | 1971. | 1981. | 1991. | 2001. | 2011. |
| ----- | ----- | ----- | ----- | ----- | ----- | ----- | ----- |
| 748   | 738   | 727   | 629   | 479   | 431   | 383   | 359   |